# Schubnekamazone
De schubnekamazone (Amazona mercenarius) is een amazonepapegaai uit de familie Psittacidae (papegaaien van Afrika en de Nieuwe Wereld).

## Verspreiding en leefgebied
Deze soort komt voor van Venezuela tot Bolivia en telt twee ondersoorten:
- A. m. canipalliata: de Andes van Venezuela, Colombia en Ecuador.
- A. m. mercenarius: de Andes van Peru en Bolivia.

## Status
De grootte van de populatie is niet gekwantificeerd maar de soort wordt omschreven als vrij algemeen. Op de Rode lijst van de IUCN heeft deze soort de status niet bedreigd.